# 鳞状细胞癌抗原-2
鳞状细胞癌抗原-2（缩写SCCA-2、SCCA2，也称为丝氨酸蛋白酶抑制剂家族B亚家族成员4，缩写SERPINB4）是一个人类18号染色体上的基因，编码一种丝氨酸蛋白酶抑制剂蛋白，是鳞状细胞癌的肿瘤标志物 。